# Agrostis makoniensis
Agrostis makoniensis é uma espécie de gramínea do gênero Agrostis, pertencente à família Poaceae.